# Märkische Straße 11

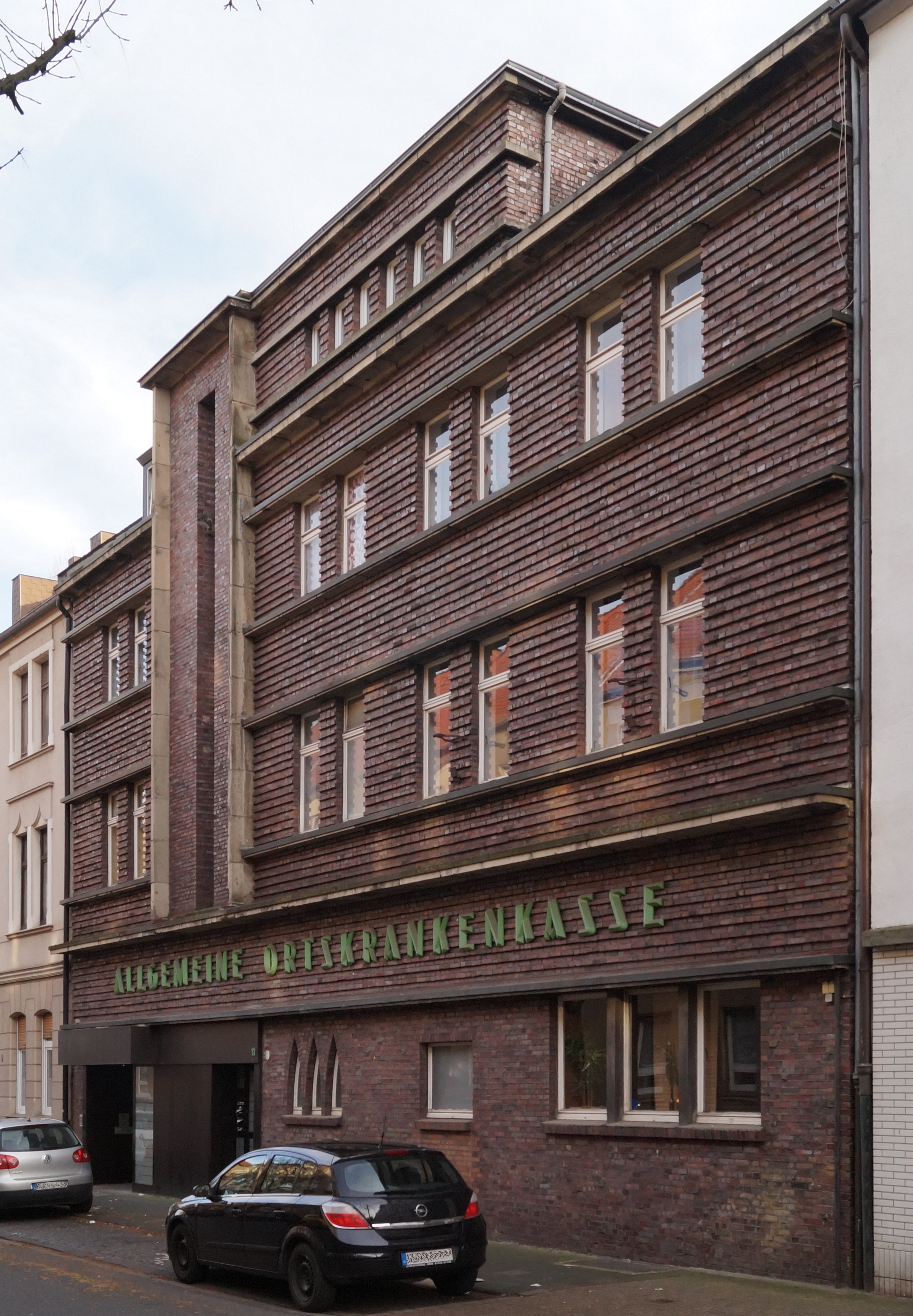
Front (2014)

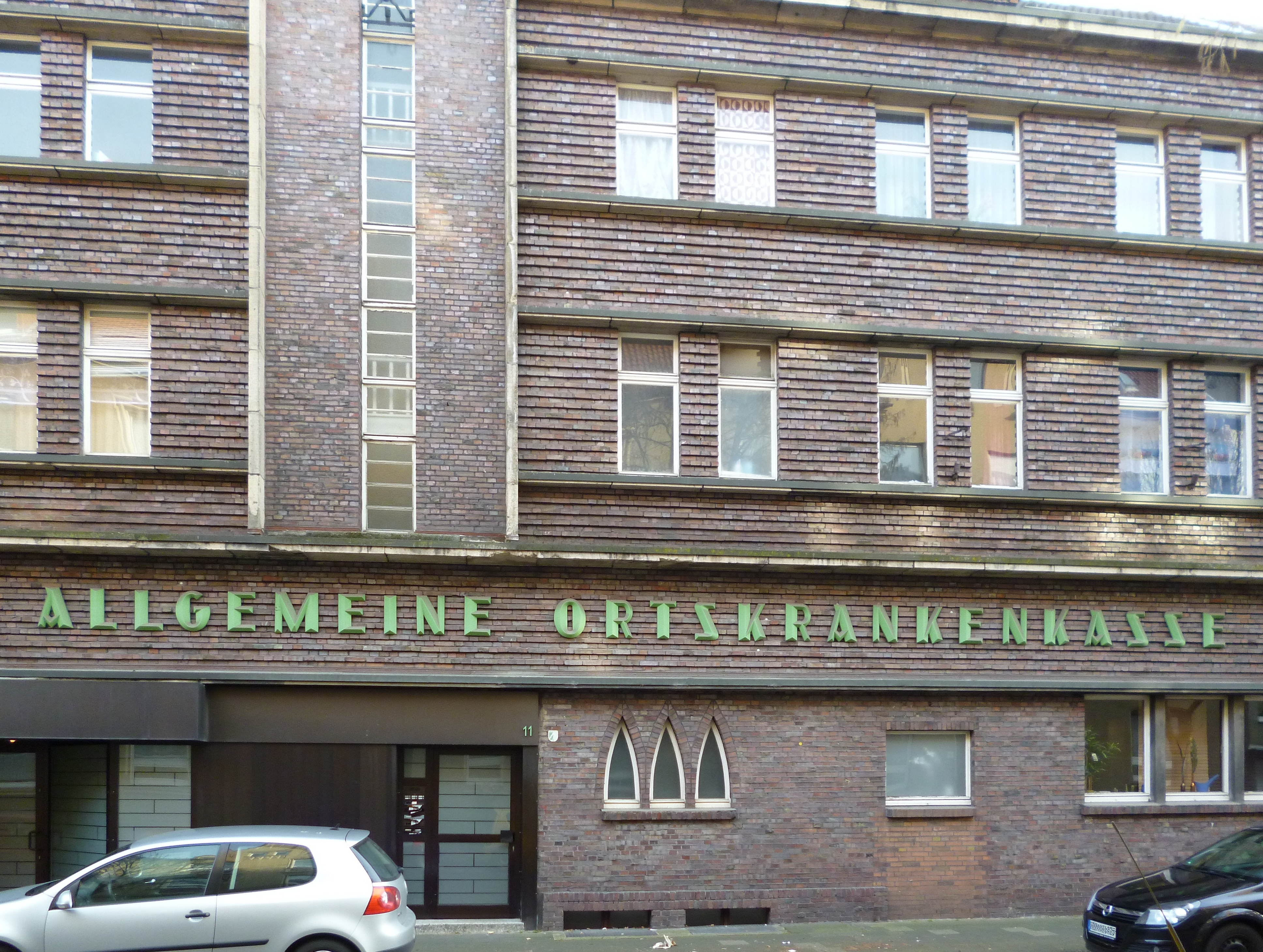
Schriftzug der AOK (2014)

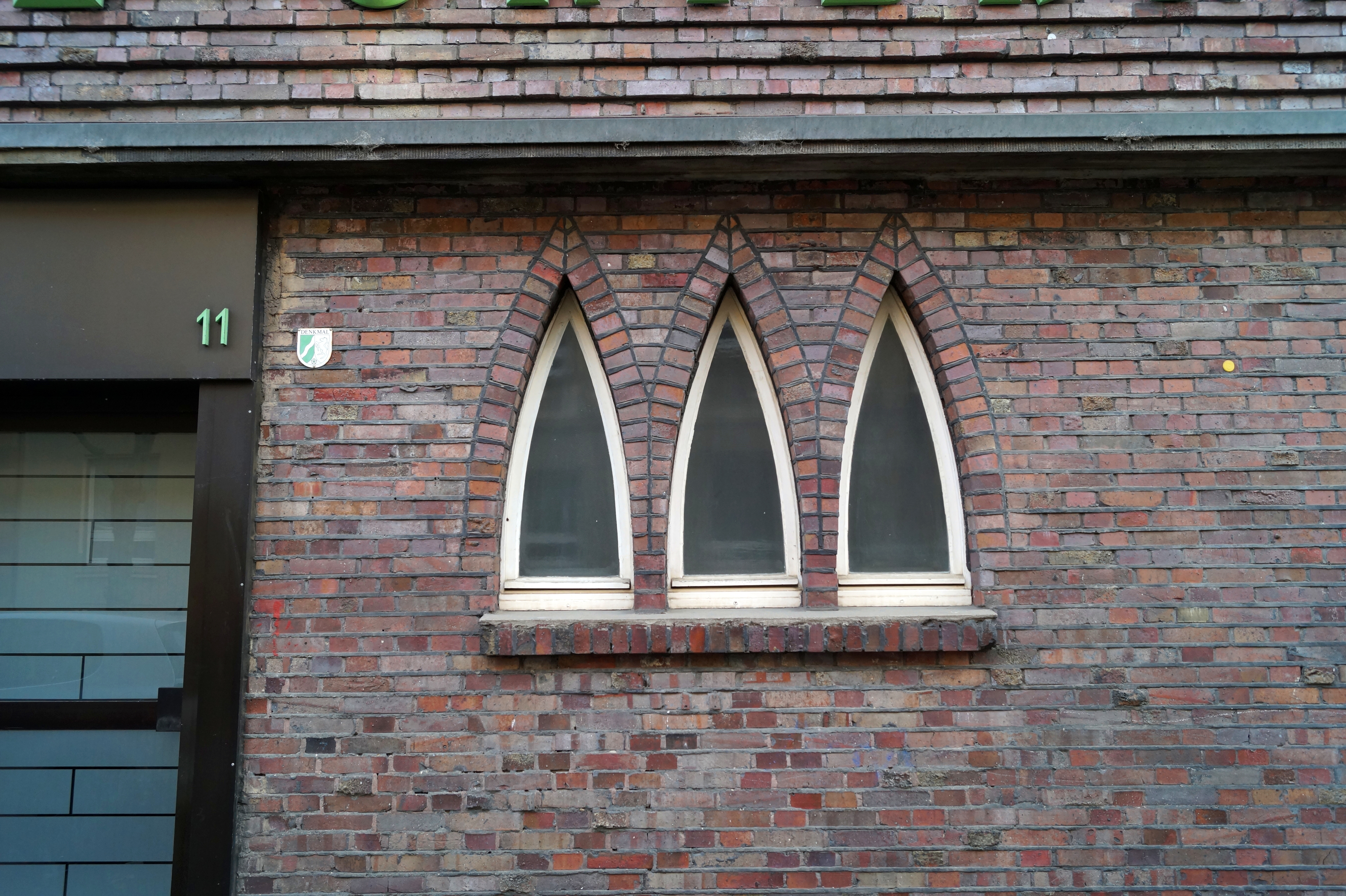
Fenster (2014)

Das Wohnhaus Märkische Straße 11 in Wanne-Süd, dem nördlichen Abschnitt des Herner Ortsteiles Eickel, ist ein unter Denkmalschutz stehendes Baudenkmal. Das annähernd in der Mitte der Märkischen Straße (an deren Südseite) gelegene Gebäude wurde 1927 nach einem Entwurf des Architekturbüros Revermann und Gobrecht als Wohn- und Geschäftshaus errichtet und diente der Allgemeinen Ortskrankenkasse (AOK) Wanne-Eickel als Verwaltungssitz.

## Architektur
Der im expressionistischen Stil ausgeführte viergeschossige Klinkerbau verfügt bei einer Straßenfront von gut 19 Metern über eine Tiefe von ca. 15 Metern; die Grundfläche überdeckt 295 m². Im Erdgeschoss findet sich zur linken der Eingangsbereich, mit dem darüberliegenden, die Obergeschosse des Gebäudes stark akzentuierenden Treppenhausrisalit. Während Parterre, zur rechten in zwei Gruppen jeweils drei querrechteckige und Spitzbogenfenster angeordnet sind, finden sich im ersten und zweiten Obergeschoss, acht paarweise angeordnete hochrechteckige Fenster; dabei ein Paar links des Treppenhauses und drei Paar rechts. Während das Treppenhaus bis in das dritte Obergeschoss hochgezogen ist, springt letzteres ansonsten teilweise hinter die sonstige Gebäudekante zurück. Die Geschosse sind untereinander durch stark profilierte horizontale Klinkerbänder untergliedert. Im Eingangsbereich findet sich ein Grundstein mit der Gravur des Erbauungsjahres (MDCCCCXXVII). Das Treppenhaus ist in hellblauen Krakeleefliesen ausgekleidet.
Die Eintragung des Gebäudes Märkische Straße 11 in die Denkmalliste der Stadt Herne erfolgte am 13. Februar 1992 (Denkmal Nr. A 293). Besonderen Schutz genießen dabei die Fassade und das Treppenhaus.